# Lista de prefeitos de Goiás (município)
Esta é a lista de prefeitos do município de Goiás, estado brasileiro de Goiás.
| Nº                                                    | Nome                                                                                 | Imagem                | Partido                                          | Início do mandato      | Fim do mandato                          | Observações                                  |
| Primeira República (1889–1930)                        |                                                                                      |                       |                                                  |                        |                                         |                                              |
| 1                                                     | Coronel Bernardo Antônio de Faria Albernaz (Jaraguá, 22.09.1847– Goiás, 18.04.1922)  |                       | Partido Republicano Trabalhista PRT              | 8 de março de 1893     | 21 de agosto de 1895                    | Intendente nomeado pelo Governador do Estado |
| 2                                                     | Ricardo Ramos Caiado                                                                 |                       | UCR                                              | 22 de agosto de 1895   | 31 de agosto de 1899                    | Intendente nomeado pelo Governador do Estado |
| 3                                                     | Dr. José Netto de Campos Carneiro (Catalão, 27.02.1851– Goiás, 25.11.1921)           |                       | Partido Renovador Democrático PRD                | 1° de setembro de 1899 | 6 de outubro de 1903                    | Intendente nomeado pelo Governador do Estado |
| 4                                                     | Antônio Tomás da Costa                                                               |                       | PDP                                              | 7 de outubro de 1903   | 11 de julho de 1905                     | Intendente nomeado pelo Governador do Estado |
| 5                                                     | Damião José de Sá Pereira                                                            |                       | UCR                                              | 12 de julho de 1905    | 30 de agosto de 1907                    | Intendente nomeado pelo Governador do Estado |
| 6                                                     | Dr. José Netto de Campos Carneiro (Catalão, 27.02.1851– Goiás, 25.11.1921)           |                       | Partido Renovador Democrático PRD                | 31 de agosto de 1907   | 29 de maio de 1911                      | Intendente nomeado pelo Governador do Estado |
| 7                                                     | João Pinto Barbosa Pimentel                                                          |                       | PDP                                              | 30 de maio de 1911     | 4 de abril de 1915                      | Intendente nomeado pelo Governador do Estado |
| 8                                                     | Coronel Joaquim Gustavo da Veiga Jardim (Pirenópolis, 02.03.1851– Goiás, 10.92.1929) |                       | Partido Renovador Democrático PRD                | 5 de abril de 1915     | 9 de setembro de 1919                   | Intendente nomeado pelo Governador do Estado |
| 9                                                     | Dr. Lincoln Caiado de Castro                                                         |                       | Partido Renovador Democrático PRD                | 10 de setembro de 1919 | 23 de março de 1923                     | Intendente nomeado pelo Governador do Estado |
| 10                                                    | Dr. Agenor Alves de Castro (Goiás, 1891–28.08.1959)                                  |                       | Partido Republicano Trabalhista PRT              | 24 de março de 1923    | 20 de dezembro de 1927                  | Intendente nomeado pelo Governador do Estado |
| 11                                                    | Álvaro José Xavier                                                                   |                       | PDP                                              | 21 de dezembro de 1927 | 20 de novembro de 1930                  | Intendente nomeado pelo Governador do Estado |
| Segunda e Terceira República — Era Vargas (1930–1945) |                                                                                      |                       |                                                  |                        |                                         |                                              |
| 12                                                    | Luís Antônio da Silva e Sousa                                                        |                       | PDP                                              | 21 de novembro de 1930 | 4 de outubro de 1932                    | Prefeito nomeado pelo Interventor Estadual   |
| 13                                                    | Ricardo Ramos Caiado                                                                 |                       | UCR                                              | 5 de outubro de 1932   | 2 de agosto de 1938                     | Prefeito nomeado pelo Interventor Estadual   |
| 14                                                    | Inácio Soares de Bulhões                                                             |                       | UCR                                              | 3 de agosto de 1938    | 9 de fevereiro de 1941                  | Prefeito nomeado pelo Interventor Estadual   |
| 15                                                    | José Augusto Curado                                                                  |                       | Partido Progressista PP                          | 8 de fevereiro de 1941 | 25 de março de 1946                     | Prefeito nomeado pelo Interventor Estadual   |
| Quarta República (1945–1964)                          |                                                                                      |                       |                                                  |                        |                                         |                                              |
| 16                                                    | Divino de Oliveira                                                                   |                       | Partido Progressista PP                          | 26 de março de 1946    | 30 de janeiro de 1948                   | Prefeito nomeado pelo Interventor Estadual   |
| 17                                                    | João Ferreira da Silva                                                               |                       | Partido Progressista PP                          | 31 de janeiro de 1948  | 30 de janeiro de 1951                   | Prefeito nomeado pelo Interventor Estadual   |
| 18                                                    | André Xavier Mundim                                                                  |                       | Partido Social Democrático PSD                   | 31 de janeiro de 1951  | 31 de janeiro de 1955                   | Prefeito eleito em sufrágio universal        |
| 19                                                    | Dr. Brasil Ramos Caiado (Goiás, 17.05.1893–28.08.1959)                               |                       | União Democrática Nacional UDN                   | 31 de janeiro de 1955  | 31 de janeiro de 1958                   | Prefeito eleito em sufrágio universal        |
| 20                                                    | João Araújo Godinho                                                                  |                       | Partido Social Progressista PSP                  | 31 de janeiro de 1958  | 4 de maio de 1960                       | Prefeito eleito em sufrágio universal        |
| 21                                                    | Djary Alencastro Veiga                                                               |                       | União Democrática Nacional UDN                   | 4 de maio de 1960      | 31 de janeiro de 1961                   | Vice-prefeito eleito no cargo de Prefeito    |
| 22                                                    | Dr. Brasílio Ramos Caiado (Goiás, 08.08.1929– São Paulo, 23.09.2006)                 |                       | União Democrática Nacional UDN                   | 31 de janeiro de 1961  | 31 de janeiro de 1966                   | Prefeito eleito em sufrágio universal        |
| Quinta República (1964–1985)                          |                                                                                      |                       |                                                  |                        |                                         |                                              |
| 23                                                    | Dr. Jerônimo de Carvalho Bueno                                                       |                       | Aliança Renovadora Nacional ARENA                | 31 de janeiro de 1966  | 31 de janeiro de 1970                   | Prefeito nomeado                             |
| 24                                                    | Dário de Paiva Sampaio                                                               |                       | Movimento Democrático Brasileiro MDB             | 31 de janeiro de 1970  | 31 de janeiro de 1973                   | Prefeito eleito em sufrágio universal        |
| 25                                                    | Juarez Godinho (–03.2016)                                                            |                       | Aliança Renovadora Nacional ARENA                | 31 de janeiro de 1973  | 18 de setembro de 1974                  | Prefeito nomeado                             |
| 26                                                    | Cel. Domingos Inácio da Silva                                                        |                       | Aliança Renovadora Nacional ARENA                | 18 de setembro de 1974 | 7 de maio de 1975                       | Prefeito nomeado                             |
| 27                                                    | Antônio Ubiratran Alencastro Júnior (Goiás, 06.05.1941–)                             |                       | Aliança Renovadora Nacional ARENA                | 7 de maio de 1975      | 25 de agosto de 1976                    | Prefeito nomeado                             |
| 28                                                    | Renan de Barros Oliveira                                                             |                       | Aliança Renovadora Nacional ARENA                | 25 de agosto de 1976   | 23 de dezembro de 1976                  | Prefeito nomeado                             |
| 29                                                    | José Nicolau Saddi                                                                   |                       | Aliança Renovadora Nacional ARENA                | 23 de dezembro de 1976 | 31 de janeiro de 1977                   | Prefeito nomeado                             |
| 30                                                    | Djalma de Paiva                                                                      |                       | Movimento Democrático Brasileiro MDB             | 31 de janeiro de 1977  | 31 de janeiro de 1983                   | Prefeito eleito em sufrágio universal        |
| Sexta República, ou Nova República (1985–presente)    |                                                                                      |                       |                                                  |                        |                                         |                                              |
| 31                                                    | Adélio Alves de Aguiar                                                               |                       | Partido Democrático Social PDS                   | 31 de janeiro de 1983  | 31 de dezembro de 1988                  | Prefeito eleito em sufrágio universal        |
| 32                                                    | Dr. João Batista Valim                                                               |                       | Partido da Frente Liberal PFL                    | 1º de janeiro de 1989  | 31 de dezembro de 1992                  | Prefeito eleito em sufrágio universal        |
| 33                                                    | Abner de Castro Curado (Goiás, 26.09.1960–)                                          |                       | Partido do Movimento Democrático Brasileiro PMDB | 1º de janeiro de 1993  | 31 de dezembro de 1996                  | Prefeito eleito em sufrágio universal        |
| 34                                                    | Adélio Alves de Aguiar                                                               |                       | Partido Social Democrático PSD                   | 1º de janeiro de 1997  | 31 de dezembro de 2000                  | Prefeito eleito em sufrágio universal        |
| 35                                                    | Boadyr Veloso (Goiás, 04.09.1937–)                                                   |                       | Partido Progressista Brasileiro PPB              | 1º de janeiro de 2001  | 31 de dezembro de 2004                  | Prefeito eleito em sufrágio universal        |
| 36                                                    | Abner de Castro Curado (Goiás, 26.09.1960–)                                          |                       | Partido do Movimento Democrático Brasileiro PMDB | 1º de janeiro de 2005  | 31 de dezembro de 2008                  | Prefeito eleito em sufrágio universal        |
| 37                                                    | Márcio Ramos Caiado (Goiânia, 31.05.1970–)                                           |                       | Partido Progressista PP                          | 1º de janeiro de 2009  | 31 de dezembro de 2012                  | Prefeito eleito em sufrágio universal        |
| 38                                                    | Selma de Oliveira Bastos Pires (Goiás, 14.09.1966–)                                  |                       | Partido dos Trabalhadores PT                     | 1º de janeiro de 2013  | 31 de dezembro de 2016                  | Prefeita eleita em sufrágio universal        |
| 38                                                    | Selma de Oliveira Bastos Pires (Goiás, 14.09.1966–)                                  | 1° de janeiro de 2017 | Partido dos Trabalhadores PT                     | 31 de dezembro de 2020 | Prefeita reeleita em sufrágio universal |                                              |
| 39                                                    | Aderson Liberato Gouvêa (Goiás, 14.09.1963–)                                         |                       | Partido dos Trabalhadores PT                     | 1º de janeiro de 2021  | 31 de dezembro de 2024                  | Prefeito eleito em sufrágio universal        |
| 39                                                    | Aderson Liberato Gouvêa (Goiás, 14.09.1963–)                                         | 1° de janeiro de 2025 | Partido dos Trabalhadores PT                     | Atualidade             | Prefeito reeleito em sufrágio universal |                                              |